# 中国—瑙鲁关系
中華人民共和國—瑙魯關係是指中華人民共和國與瑙魯的外交關係。

## 歷史
1976年3月31日，瑙鲁总统哈默·德罗伯特在中国驻泰国大使柴泽民陪同下参观在曼谷举行的中华人民共和国展览会。同年9月，德罗伯特就中共中央主席毛泽东逝世向中华人民共和国政府致唁电。1979年2月24日至3月2日，中华人民共和国驻斐济大使米国钧访问瑙鲁并与瑙鲁总统哈默·德罗伯特进行友好谈话会。但瑙鲁并没有立即与中华人民共和国建交，而是在1980年5月4日与中华民国建交。
2002年7月21日，瑙魯改與中華人民共和國建交。2002年7月23日，中華民國宣佈與瑙魯斷交。
2005年5月14日，瑙魯再次與中華民國復交，此举也导致中华人民共和国政府于同年5月27日宣布与瑙鲁断交，中止一切協議。断交期间对瑙鲁的相关事务由中华人民共和国驻斐济大使馆兼辖。
2018年9月，发生太平洋岛国论坛中方代表团退席事件，瑙鲁总统巴伦·瓦卡拒绝中华人民共和国政府特使杜起文在会议中发言，中华人民共和国代表团集体退席抗议，引起外交风波。
2024年1月15日，瑙鲁宣布与中华民国二次断交，並承認「中華人民共和國為中國唯一合法政府、臺灣為中華人民共和國的一部分」。1月17日，瑙鲁议会批准和中華人民共和國恢复外交关系。对此，路透社引述匿名中华民国官員话称，中華人民共和國向諾魯提出每年提供1億美元金援。諾魯政府對此拒絕回應，而中華人民共和國外交部发言人毛宁否认此说法。1月24日，中华人民共和国与瑙鲁正式恢复外交关系。1月29日，中华人民共和国驻瑙鲁共和国大使馆复馆。3月25日下午，中國国家主席习近平在人民大会堂會見瑙鲁总统戴维·阿迪昂。

## 经贸关系
2022年中瑙贸易额为1,319.3万美元，同比增长15.89%。其中中国出口额1,308.7万美元，同比增长16%；进口额10.7万，同比下降0.39%。中国出口商品主要是机器零件、半导体器件、塑料餐具等，进口商品主要是设备配件、特色服装等。